# Oro rojo
Oro Rojo (també coneguda com a Red Gold) és una pel·lícula de temàtica pirata de 1978 que va ser escrita i dirigida per Alberto Vázquez-Figueroa. Va ser filmada a Lanzarote i a Mèxic.

## Argument
Un contramestre es troba atrapat en una illa. Envoltat de famolencs i pobres illencs, el contramestre ràpid s'assabenta que la misèria no és causada pel mateix poble, sinó per un grup de pirates assedegats de sang.

## Repartiment
- José Sacristán - Beni
- Isela Vega - María
- Hugo Stiglitz - Víctor
- Patricia Adriani - Aurelia
- Jorge Luke - Lucas de Almeyda

## Premis
José Sacristán va guanyar el Premi Sant Jordi al Millor Actor espanyol (Millor Actor Espanyol) en 1979.